# 藤原宮

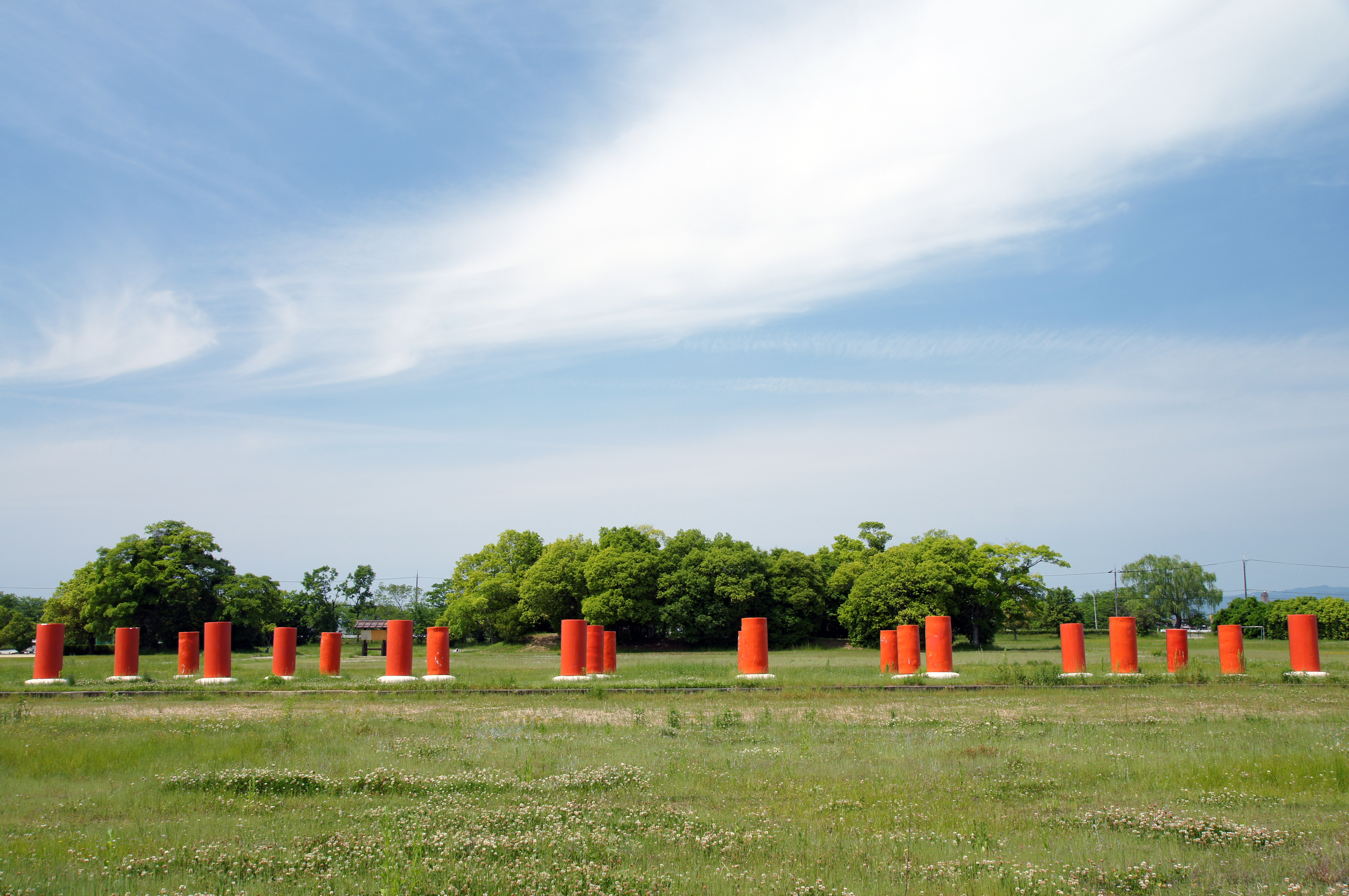
藤原宮 大極殿院閤門跡列柱は実際位置から南30メートルで標示。奥に大極殿跡（樹叢）。

藤原宮（ふじわらのみや）は、古代の日本で大和の藤原の地（現在の奈良県橿原市）に営まれた宮殿である。5世紀のものと、7-8世紀（694年から710年まで）のものの2つがある。
最初の藤原宮は、允恭天皇の妃、弟姫（衣通郎姫）のために造営されたと伝えられる。允恭天皇の后、忍坂大中姫は衣通郎姫の実姉で、允恭天皇の宮とは別に衣通郎姫の宮が造営された。『日本書紀』によれば、衣通郎姫が藤原宮に住んだのは允恭天皇7年（418年）12月から翌8年（419年）2月まで3か月ほどのわずかな期間で、藤原宮よりも允恭天皇の宮から遠く離れた地へ移るとの衣通郎姫から允恭天皇への奏言があり、衣通郎姫の宮は河内の茅渟の地（現在の大阪府泉佐野市）へ移され、茅渟宮が営まれた。これは多分に伝説的なものである。
二度目の、有名な藤原宮は、持統天皇が造った藤原京の宮である。持統天皇4年10月29日（690年12月5日）に太政大臣の高市皇子が藤原宮の場所を視察し、同5年10月27日に使者を遣わして新益京の地鎮祭を行い、同6年5月23日に難波王を遣わして藤原宮の地鎮祭を行い、同8年12月6日（694年12月27日）に天皇が藤原宮に遷った。和銅3年3月10日（710年4月13日）に元明天皇が平城宮に遷るまで用いられた。宮地は発掘調査されている。詳しくは藤原京を参照のこと。